# Referensellipsoid

Referensellipsoidens form är sådan att normalen till ytan utgörs av tyngdaccelerationen, g, som är en resultant av gravitationsaccelerationen, g_{A}, och centrifugalaccelerationen, w.

En referensellipsoid är en förenkling av jordens form och består av en kring en rotationsaxel symmetrisk kropp, en så kallad rotationsellipsoid. En referensellipsoid ansluter nära till en geoid, som något förenklat utgör medelhavsytan. Referensellipsoider används inom kartografi och geodesi.
Till skillnad från referensellipsoiden som är en helt homogen symmetrisk kropp opåverkad av yttre krafter, får geoiden en oregelbunden form genom variationer i densitet och påverkan av både yttre och inre gravitationskrafter med mera.

## Ellipsoider
Detta är ett urval av ellipsoider som är i användning eller som har använts.
- Bessel 1841
- World Geodetic System 1972
- World Geodetic System 1984
- Geodetic Reference System 1980